# Visconde de São Bartolomeu de Messines
Visconde de São Bartolomeu de Messines é um título nobiliárquico criado por D. Carlos I de Portugal, por Decreto de 22 de Julho de 1905, em favor de José do Espírito Santo Battaglia Ramos.
Titulares
1. José do Espírito Santo Battaglia Ramos, 1.º Visconde de São Bartolomeu de Messines.

Após a Implantação da República Portuguesa, e com o fim do sistema nobiliárquico, usaram o título: 
1. João de Deus Battaglia Ramos, 2.º Visconde de São Bartolomeu de Messines;
2. João de Deus Pereira Bramão Ramos, 3.º Visconde de São Bartolomeu de Messines;
3. João de Deus Lobato de Melo Battaglia Ramos, 4.º Visconde de São Bartolomeu de Messines.